# 穆観
穆 観（ぼく かん、389年 - 423年）は、北魏の官僚。字は闥抜。本貫は代郡。

## 経歴
穆崇の子として生まれた。宜都公の爵位を嗣いだ。若くして文芸で名を知られ、選抜されて内侍となり、道武帝に器量を認められた。409年（永興元年）、明元帝が即位すると、穆観は左衛将軍の号を受け、門下と中書をたばね、詔命の出し入れを管轄した。明元帝が故事について諮問するたびに、穆観はいつも応答に遺漏がなかった。宜陽公主を妻に迎え、駙馬都尉の位を受け、太尉に上った。422年（泰常7年）、泰平王拓跋燾が監国となると、穆観はその下で右弼をつとめた。423年（泰常8年）6月、突然の病のため、苑内で死去した。享年は35。宜都王に追封された。諡は文成といった。

## 子女
- 穆寿
- 穆伏真（文成帝のときに尚書、任城侯、兗州刺史・仮寧東将軍、濮陽公）
- 穆多侯（殿中給事、左将軍、長寧子、司衛監、乙渾に殺害された）

## 伝記資料
- 『魏書』巻27 列伝第15
- 『北史』巻20 列伝第8